# João Torres
João Veloso da Silva Torres (Maia, Gueifães, 24 de abril de 1986) é um engenheiro civil e um político português. Atualmente, assume as funções de deputado à Assembleia da República e vice-presidente do grupo parlamentar. Anteriormente, foi secretário-geral da Juventude Socialista, Secretário de Estado da Defesa do Consumidor no XXI Governo Constitucional, e foi no XXIII Governo Constitucional, Secretário de Estado do Comércio, Serviços e Defesa do Consumidor. No Partido Socialista assumiu na liderança de António Costa as funções de secretário-geral-adjunto e é vice-presidente da Internacional Socialista.

## Biografia
Concluiu o Mestrado Integrado em Engenharia Civil na Faculdade de Engenharia da Universidade do Porto, em 2010.
Exerceu responsabilidades no âmbito de direção de obra numa empresa do setor da construção civil e é membro da Ordem dos Engenheiros.
Foi eleito deputado na Assembleia da República nas Eleições Legislativas de 2015, pelo círculo eleitoral do Porto, integrando, à data da sua nomeação, a Comissão de Ambiente, Ordenamento do Território, Descentralização, Poder Local e Habitação, a Comissão de Cultura, Comunicação, Juventude e Desporto e a Comissão Eventual para o Reforço da Transparência no Exercício de Funções Públicas.
Desempenhou funções como Vice-presidente do Grupo Parlamentar do Partido Socialista de Janeiro de 2017 a Outubro de 2018.
Entre Novembro de 2012 e Dezembro 2016, foi Secretário-geral da Juventude Socialista.
Entre Outubro de 2018 e Outubro de 2019 exerceu o cargo de Secretário de Estado da Defesa do Consumidor do XXI Governo Constitucional.
Desempenhou no executivo o cargo de Secretário de Estado do Comércio, Serviços e Defesa do Consumidor no XXII Governo Constitucional.
Nas eleições legislativas de 2022 voltou a ser eleito Deputado à Assembleia da República, ocupando novamente no grupo parlamentar o cargo de vice-presidente. No Partido Socialista foi eleito Secretário-Geral Adjunto, sucedendo ao ministro José Luís Carneiro.
É desde 2022 Vice-Presidente da Internacional Socialista.